# Trichomachimus klapperichi
Trichomachimus klapperichi là một loài ruồi trong họ Asilidae. Trichomachimus klapperichi được Moucha & Hradský miêu tả năm 1964. Loài này phân bố ở vùng Cổ Bắc giới và châu Á.